# Delta Road Race femenino
El Delta Road Race femenino (también conocido como White Spot/Delta Road Race) es una carrera ciclista profesional femenina de un día que se disputa anualmente en el mes de julio en Delta, ciudad que forma parte del área metropolitana de Vancouver en la provincia de Columbia Británica en Canadá. Es la versión femenina del Delta Road Race.
Su primera edición se disputó en el año 2011 como una prueba de ruta profesional no UCI, haciendo parte de un festival de 4 carreras denominado como Tour de Delta el cual incluía 2 Criteriums y una prueba de Ómnium. La primera edición fue ganada por la ciclista canadiense Jasmin Glaesser.
Desde el año 2014 la carrera hace parte del Calendario UCI Femenino como competencia de categoría 1.2.

## Palmarés
| Año  | Ganador            | Segundo            | Tercero            |           |
| ---- | ------------------ | ------------------ | ------------------ | --------- |
| 2011 | Jasmin Duehring    | Karlee Gendron     | Dana Walton        |           |
| 2012 | Morgan Cabot       | Stephanie Roorda   | Kate Finegan       |           |
| 2013 | Leah Kirchmann     | Elle Anderson      | Robin Farina       |           |
| 2014 | Leah Kirchmann     | Samantha Schneider | Lauren Stephens    |           |
| 2015 | Shelley Olds       | Leah Kirchmann     | Jo Kiesanowski     |           |
| 2016 | Joëlle Numainville | Sara Bergen        | Alison Jackson     |           |
| 2017 | Kendall Ryan       | Lizzie Williams    | Holly Edmondston   |           |
| 2018 | Kendall Ryan       | Lily Williams      | Kirsti Lay         |           |
| 2019 | Alison Jackson     | Marie-Soleil Blais | Starla Teddergreen |           |
| 2020 | cancelada          | cancelada          | cancelada          | cancelada |
| 2021 | cancelada          | cancelada          | cancelada          | cancelada |

## Palmarés por países
| País           | Victorias |
| -------------- | --------- |
| Canadá         | 6         |
| Estados Unidos | 3         |